# Perils of Our Girl Reporters
Perils of Our Girl Reporters é um seriado estadunidense da época do cinema mudo, produzido pelo Niagara Film Studios e distribuído pela Mutual Film Corporation, em 1916, com 15 episódios. Dirigido por George Terwilliger, estrelado por Helen Greene, Zena Keefe e Earl Metcalfe, foi lançado em 28 de dezembro de 1916, e veiculou nos Estados Unidos durante o ano de 1917. A história foi escrita por Edith Sessions Tupper, e retrata o serviço editorial de uma jornal, mostrando os perigos por que passam jovens mulheres repórteres na busca e captura de falsificadores. Apresenta várias aventuras independentes e completas, em que o papel principal é dividido entre Helen Greene e Zena Keefe,  ficando com Earl Metcalfe o papel do galã. Foi a única produção do Niagara Film Studios.
Este seriado é considerado perdido.

## Elenco

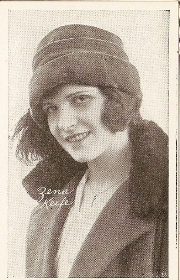
Zena Keefe, a jovem repórter de Perils of Our Girl Reporters, em 1917.

- Helen Greene – Jessy Forsythe
- Zena Keefe – Jessy Forsythe
- Earl Metcalfe
- Mildred E. Bailey
- Mabel Montgomery
- Ethel Sinclair
- William H. Turner
- Louise Huntington
- Julia Hurley
- George Arvine
- George Richard
- Felix Hainey
- Arthur Matthews

## Capítulos
Fonte:
1. The Jade Necklace (28 de dezembro de 1916)
2. The Black Door (3 de janeiro de 1917)
3. Ace High (10 de janeiro de 1917)
4. The White Trail (17 de janeiro de 1917)
5. Many a Slip (24 de janeiro de 1917)
6. A Long Lane (31 de janeiro de 1917)
7. The Smite of Conscience (7 de fevereiro de 1917)
8. Birds of Prey (14 de fevereiro de 1917)
9. Misjudged (21 de fevereiro de 1917)
10. Taking Chances (28 de fevereiro de 1917)
11. The Meeting (7 de março de 1917)
12. Outwitted (14 de março de 1917)
13. The Schemers (21 de março de 1917)
14. The Counterfeiters (28 de março de 1917)
15. Kidnapped (4 de abril de 1917)